# هارت (منطقة)
منطقة هارت (بالإنجليزية: Hart District)‏، منطقة حكومية محلية بمقاطعة هامبشاير بإنجلترا. يبلغ عدد سكانها 78,700 نسمة. وهي منطقة زراعية فيها بعض الأراضي الزراعية الغنية. ويربي الفلاحون القطعان المنتجة للألبان ويزرعون أصنافًا مختلفة من الحبوب. وتشمل المنطقة مؤسسة التوربين للغاز الطبيعي التي تفحص محركات الطائرات للطاقة والضوضاء، وأهم المدن في المنطقة فليت وهارتلي وينتني وأوديهام.

## أعلام
- جون غوردون